# Vilibald Bezdíček
Vilibald Bezdíček (12. listopadu 1906 Vídeň – 13. srpna 1991 Brno) byl český a československý vysokoškolský pedagog, odborník na vodohospodářské inženýrství, politik Komunistické strany Československa, na počátku normalizace ministr školství České socialistické republiky, jeden z řečníků na pohřbu Jana Palacha, později odstaven z veřejných funkcí, signatář Charty 77.

## Biografie
Narodil se ve Vídni v rodině obuvníka, ale s rodiči se pak přestěhoval do Brna. Vystudoval českou státní reálku v Brně, kde maturoval roku 1926, a Vysokou školu technickou v Brně. Zde promoval roku 1932 a téhož roku se oženil. S manželkou Františkou měli syny Vilibalda, Jiřího a Pavla. V letech 1932–1946 pracoval v zemědělské technické stavební správě ve Zlíně a v Zemském úřadě v Brně. Podílel se na projektování meliorací a regulací vodních toků a výstavbě údolních nádrží. V letech 1946–1949 zastával post vedoucího oddělení pro vodohospodářské plánování na ministerstvu techniky a s početným týmem zpracoval vodohospodářský plán ČSR. Na přelomu 40. a 50. let byl přesvědčeným komunistou. Mezitím stále působil v akademické sféře. V období let 1949–1950 byl vedoucím katedry a rektorem ČVUT v Praze. Poté se krátce vrátil i do vládních pozic. V letech 1951 zastával funkci náměstka ministra vysokých škol. V roce 1952 na vlastní žádost odešel z Prahy a od té doby trvale vyučoval na Vysokém učení technickém v Brně, postupně jako vedoucí katedry, prorektor i rektor. Byl členem mezinárodní organizace pro pedologii a Mezinárodní organizace pro plavbu. Napsal desítky odborných prací z oboru vodního hospodářství.
Koncem 60. let se krátce opětovně zapojil do politiky. Po provedení federalizace Československa byl 8. ledna 1969 jmenován členem české vlády Stanislava Rázla jako ministr školství. Koncem ledna 1969 se jako ministr vlády účastnil pohřbu Jana Palacha, kde pronesl: „Chceme budovatelskou prací být hodni oběti, kterou Jan Palach nezištně přinesl.“ V důsledku svých postojů z let 1968-1969 byl za normalizace odstaven z politického i akademického života a v ministerské funkci ho nahradil exponent konzervativní prosovětské levice Jaromír Hrbek.
Od roku 1971 nesměl přednášet a publikovat. Státní nakladatelství technické literatury zastavilo vydání jeho již připravených knih. Přestěhoval se do Rajhradu a vystřídal různá zaměstnání. Pracoval jako vrátný, prognostik a překladatel. Byl signatářem Charty 77. Od roku 1990 se vrátil na akademickou půdu a byl profesorem-konzultantem na domovském Vysokém učení technickém v Brně.